# Endokrynologia i diabetologia dziecięca
Endokrynologia i diabetologia dziecięca – specjalizacja lekarska oraz dziedzina medycyny zajmująca się diagnostyką, leczeniem i profilaktyką endokrynopatii oraz cukrzycy i jej powikłań u dzieci. W Polsce konsultantem krajowym endokrynologii i diabetologii dziecięcej od czerwca 2023 roku jest prof. dr hab. Mieczysław Edmund Walczak. Zaburzeniami endokrynologicznymi u dorosłych zajmuje się specjalizacja endokrynologia, cukrzycą i jej powikłaniami u dorosłych zaś zajmuje się diabetologia.

## Przebieg szkolenia specjalizacyjnego z endokrynologii i diabetologii dziecięcej w Polsce[1]
W Polsce kształcenie w tej specjalizacji trwa 5 lat (3 lata modułu podstawowego z pediatrii i 2 lata modułu specjalistycznego z endokrynologii i diabetologii dziecięcej). 
W ramach modułu specjalizacyjnego z endokrynologii i diabetologii dziecięcej lekarze odbywają:
- Kursy:
  - „Wprowadzenie do specjalizacji w dziedzinie endokrynologii i diabetologii dziecięcej z elementami statystyki i medycyny opartej na faktach (EBM)” (8 dni)
  - „Terapia cukrzycy za pomocą indywidualnych pomp insulinowych, system ciągłego monitorowania glikemii (CGM, FGM), podstawy żywienia w cukrzycy i w innych chorobach układu dokrewnego” (5 dni)
  - „Endokrynologia i diabetologia dziecięca”[a] (10 dni)
- Staż podstawowy w zakresie endokrynologii i diabetologii dziecięcej (525 dni, w tym 315 dni na oddziale endokrynologii dziecięcej, 55 dni w poradni endokrynologii dziecięcej, 120 dni na oddziale diabetologii dziecięcej i 35 dni w poradni diabetologii dziecięcej)
- Staże kierunkowe:
  - w zakresie endokrynologii osób dorosłych (20 dni, w tym 10 dni na oddziale endokrynologii osób dorosłych i 10 dni w poradni endokrynologii dla osób dorosłych)
  - w zakresie diabetologii osób dorosłych (20 dni, w tym 10 dni na oddziale diabetologii dla osób dorosłych i 10 dni w poradni diabetologicznej dla osób dorosłych)
  - w zakresie ginekologii dziecięcej (10 dni)
  - w zakresie diagnostyki obrazowej (10 dni, w tym 5 dni w pracowni ultrasonograficznej)
  - w zakresie medycyny nuklearnej (5 dni)
  - w zakresie genetyki dziecięcej (20 dni, w tym 10 dni w pracowni genetycznej i 10 dni w poradni genetycznej)
  - w zakresie diagnostyki laboratoryjnej (20 dni, w tym 5 dni w laboratorium diagnostycznym, 5 dni w pracowni cytologii i histopatologii i 10 dni praktycznie wykonując testy hormonalne i interpretując wyniki oznaczeń hormonalnych w miejscu odbywania stażu)

W trakcie modułu specjalistycznego kształcący się lekarze muszą zdobyć następujące umiejętności praktyczne:
- badanie ultrasonograficzne gruczołu tarczowego
- badanie ultrasonograficzne narządów miednicy mniejszej
- biopsja aspiracyjna cienkoigłowa (BAC) gruczołu tarczowego z interpretacją wyniku badania cytologicznego
- założenie i zaprogramowanie pompy do ciągłego, podskórnego wlewu insuliny
- założenie systemów ciągłego monitorowania glikemii (CGM, FGM) z interpretacją ich raportów
- ułożenie i przeprowadzenie programu edukacyjnego w zakresie samokontroli (w tym diety i wysiłku fizycznego) dla chorych z cukrzycą typu 1 i 2
- ocena wieku kostnego
- TK/RM okolicy podwzgórzowo-przysadkowej
- TK/RM/USG nadnerczy
- scyntygrafia tarczycy i przytarczyc

W trakcie całego toku specjalizacji lekarze mają obowiązek opublikować co najmniej 1 artykuł naukowy w recenzowanym czasopiśmie medycznym w tematyce endokrynologii dziecięcej lub diabetologii dziecięcej oraz aktywnie uczestniczyć w co najmniej 3 konferencjach naukowych organizowanych lub akredytowanych przez Polskie Towarzystwo Endokrynologii i Diabetologii Dziecięcej.
Lekarze specjaliści pediatrii mogą specjalizować się w endokrynologii i diabetologii dziecięcej idąc zmodyfikowanym tokiem kształcenia.

## Niektóre choroby leżące w zakresie zainteresowań endokrynologii i diabetologii dziecięcej[6]:
- karłowatość
- gigantyzm
- zaburzenia dojrzewania płciowego
- eunuchoidyzm
- wrodzony przerost nadnerczy
- krzywica
- cukrzyca typu 1
- cukrzyca typu MODY
- zaburzenia rozwoju płci
- zespół Pendreda
- wrodzona niedoczynność tarczycy
- wrodzona nadczynność tarczycy
- wrodzona wielohormonalna niedoczynność przysadki
- autoimmunologiczny zespół niedoczynności wielogruczołowej typu 1
- mnoga gruczolakowatość wewnątrzwydzielnicza